# Telecable
Telecable és una operadora de cable amb seu al Principat d'Astúries aEspanya. És la marca utilitzada per Telecable d'Astúries, S.A.U., empresa participada íntegrament per Societat Promotora de les Telecomunicacions a Astúries, S.A., que al seu torn està controlada per la Caixa d'Estalvis d'Astúries que en posseeix el 91,90% de les accions.

## Història
TeleCable era format inicialment per Telecable d'Oviedo, Telecable de Gijón i Telecable d'Avilès que es van crear el 1995. L'octubre de 1997 ja havien obtingut els permisos municipals pertinents a Gijón i van començar a donar servei de televisió per cable, telèfon i Internet en aquesta àrea. En aquest punt inicial es va partir amb:
- 500 km de fibra òptica instal·lada (cables de 48 i 96 fibres)
- 1.200 km de cable coaxial instal·lat
- 230.000 habitatges enganxats a la xarxa

El gener de 1998, TeleCable obté llicències per als municipis d'Avilés, Castrillón i Corvera, encara que des de 1996 ja es pot veure en aquests municipis. L'octubre de 2002 aquestes tres empreses s'uneixen sota la denominació de TeleCable d'Astúries.
El desembre de 2005 la companyia rep autorització de la Comissió del Mercat de les Telecomunicacions (CMT) per prestar serveis com a operador mòbil virtual, comercialització que a la pràctica no resulta rendible per la situació d'oligopoli en la telefonia mòbil. Davant d'aquesta circumstància, la CMT va elaborar un projecte de regulació que en la fase final passa per l'aprovació de la Comissió Europea el 2006.
A mitjan 2006, HC Energia, l'accionista majoritari de la companyia matriu de TeleCable, es desprèn de les seves accions anant a parar aquestes al segon accionista, la Caixa d'Estalvis d'Astúries, que d'ara endavant serà el soci de referència.
L'1 de març de 2007, la companyia va firmar un acord amb Vodafone per oferir un servei de telefonia movil als seus clients usant la xarxa d'antenes d'aquesta última empresa.
La companyia també és interessada a assumir la xarxa de fibra òptica de la resta d'ajuntaments de les Conques Mineres que havia estat assumida anteriorment pel Govern del Principat d'Astúries i construïda per Alcatel. L'obertura cap a altres municipis de la regió dependrà de l'interès i les facilitats mostrats per aquests, segons l'empresa.

## Accionistes
Els accionistes de Societat Promotora de les Telecomunicacions a Astúries, S.A., empresa que té el total de les accions de TeleCable d'Astúries, S.A.U. són: 
- Caixa d'Estalvis d'Astúries: 91,90%
- Prensa Ibérica (editora del diari La Nueva España): 8,10%

## Serveis
TeleCable usa per donar els seus serveis una combinació de fibra òptica que forma una xarxa principal i que dona servei a la majors clients i cable coaxial que és el que realment arriba als domicilis o empreses dels seus clients. L'empresa oferta actualment els seus serveis en packs sent obligatori, almenys, la contractació de televisió per als clients particulars.
L'empresa pot oferir aquests serveis en les següents poblacions: Oviedo, Gijón, Avilès, Castrillón, Corvera, Mieres, Llangréu, Pravia, Candás, Villaviciosa i part de Siero. Abans de finals de 2008, operaran a Ribeseya, Cangues d'Onís, Les Arriondes i Llanes.